# Tango (muziek)

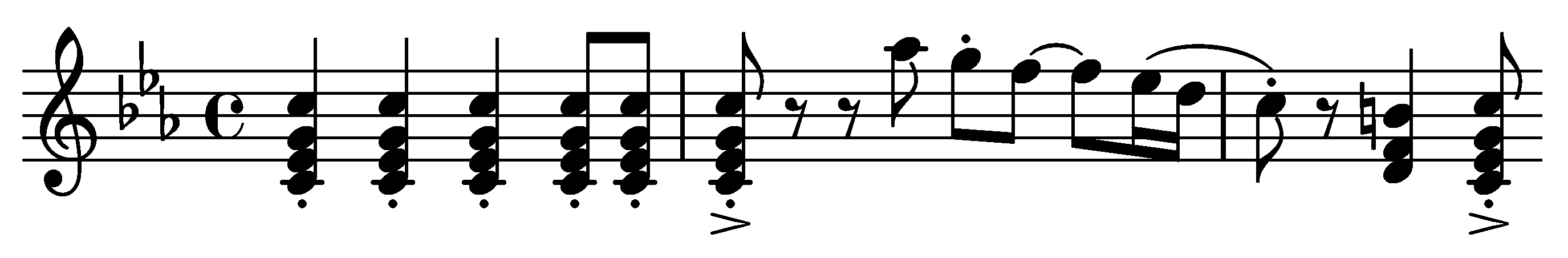
Drie tangoclichés

Tango is een muziekgenre uit Zuid-Amerika, met name Buenos Aires (Argentinië) en Montevideo (Uruguay). De muziek is nauw verbonden met de gelijknamige dans. Vaak is de muziek instrumentaal.
De muziek is eind negentiende eeuw in Argentinië en Uruguay ontstaan met onder andere Afrikaanse, Zuid-Europese, Slavische en Klezmer invloeden.
De muziek heeft meestal een tweekwarts- of vierkwartsmaat met een tempo van ongeveer 120 à 130 tellen per minuut. De toonsoort is veelal mineur, waarbij de cadenzen harmonisch zijn.
Tangomuziek is over de hele wereld bekend. De 'Argentijnse stijl' kenmerkt zich onder andere door zijn melodieusheid en het ontbreken van een zware accentuering van de maat door slagwerk. Het wordt gespeeld van kleine bezettingen tot heel grote. In de 'gouden jaren' van de tango (de zogenaamde 'Epoca de Oro') tussen 1935 en 1955 speelden de zogenoemde Orquesta Típica (onder andere vanwege het ontbreken van versterking) vaak met 6 of meer bandoneons en 10 of meer violen (Bijvoorbeeld het orkest van Francisco Canaro). Het sextet van twee violen, piano, contrabas en twee bandoneons, kwam in zwang door orkestleiders als Julio de Caro en Osvaldo Pugliese.
De 'Europese stijl' heeft een meer marciaal karakter, met zwaar aangezette tellen. Een eigen variant van de tango werd in Finland bijzonder populair.
Ástor Piazzolla heeft volgens sommigen met zijn 'Tango Nuevo' de tango een nieuw gezicht gegeven. Hij wordt door 'afficionados' (fans) op handen gedragen. Anderen (waaronder veel traditionele Argentijnen) hebben hem verguisd, en beschouwen hem als verrader van de tango.
Carel Kraayenhof is een van de bekendste Nederlandse bandoneonspelers. Zijn album Tango Royal kreeg in 2003 de Edison Klassiek Publieksprijs. Kraayenhof richtte samen met Leo Vervelde een tangoafdeling op aan het Rotterdams Conservatorium, alwaar de Argentijnse componist en pianist Gustavo Beytelmann inmiddels artistiek leider is geworden. Daarnaast richtte hij ook het Sexteto Canyengue op, een instrumentaal tango-sextet dat tot de beste tango-orkesten ter wereld behoort.